# Spanische Badmintonmeisterschaft 1996
Die Spanische Badmintonmeisterschaft 1996 fand in Murcia statt. Es war die 15. Austragung der nationalen Titelkämpfe von Spanien im Badminton.

## Titelträger
| Disziplin    | Sieger                           |
| ------------ | -------------------------------- |
| Herreneinzel | David Serrano                    |
| Dameneinzel  | Dolores Marco                    |
| Herrendoppel | Arturo Ruiz López Ernesto García |
| Damendoppel  | Dolores Marco María Torres       |
| Mixed        | David Serrano Esther Sanz        |